# ジャン＝ピエール・レヴィ
ジャン＝ピエール・レヴィ（Jean-Pierre Lévy、1911年5月28日 - 1996年12月15日）はフランスの第二次世界大戦時のレジスタンス闘士。
1911年5月28日、ストラスブールで生まれる。1940年6月、フランスが敗れた後、リヨンへ移り、レジスタンスの三大運動体のひとつフラン・ティルール (Franc-Tireur) をつくるのを手伝う。1943年9月、ロンドンでシャルル・ド・ゴールを訪ねるが、フランスに戻って間も無くパリのジルベール・ヴェディ (Gilbert Védy) 宅で逮捕され、サンテ刑務所 (la prison de la Santé) に収監される。1944年6月にフラン・ティルールによって解放された。
1996年12月15日に死去。享年85。